# Ernesto García Seijas
Ernesto Rudesindo García Seijas (Ramos Mejía, 1º giugno 1941 – 28 marzo 2023) è stato un fumettista argentino.

## Biografia
Esordì professionalmente a 17 anni disegnando la serie a fumetti Bill y Boss, pubblicata nel 1958 sulla rivista Totem; lo stesso anno iniziò a collaborare con la rivista Bucaneros lavorando alla serie omonima e collaborando nel frattempo come illustratore con altre case editrici come la Editorial Acme, per la quale realizza diversi volumi della Colleción Robin Hood.
Durante gli anni sessanta e settanta lavora con Héctor G. Oesterheld sulle riviste Frontera, Hora Cero, Misterix e Rajo Rojo realizzando varie serie come Tom de la Pradera e Leon Loco. Successivamente inizia a collaborare con la casa editrice Columba, per la quale realizza fumetti di genere sentimentale e adattamenti di film a fumetti; per lo stesso editore lavora anche sulla serie Helena creata da Robin Wood e che divenne uno dei suoi personaggi più celebri e che negli anni ottanta ebbe anche una trasposizione televisiva.
Entra anche nello staff di disegnatori della Record, principale concorrente della Columba, dove lavora ad altre serie come Skorpio e Mandy Riley (testi di Ray Collins), El Hombre de Richmond (L'uomo Di Richmond, testi di Andrea Mantelli), La estirpe de Josh (Josh Logan, testi di Alfredo Grassi) e Los aventureros (Gli avventurieri, testi di Carlos Albiac). Per la Columba disegna invece Kevin, sempre su testi di Robin Wood.
Successivamente collabora con i quotidiani Clarín e La Nación: per il primo disegna El negro blanco (Bruno Bianco, serie scritta da Carlos Trillo), per il secondo Especies en Peligro (Specie in via d'estinzione, scritta da Viviana Centol).
In Italia molti suoi lavori sono stati pubblicati dalla Eura Editoriale, sia sulle riviste Skorpio e Lanciostory che su volumi monografici.
Negli anni novanta inizia a collaborare con la Sergio Bonelli Editore per la quale realizza storie a fumetti delle serie Julia - Le avventure di una criminologa e Tex.
Seijas scompare il 28 marzo 2023.

## Opere pubblicate dalla Sergio Bonelli Editore
- Julia, n. 80 - Delitto alla moda - 2005
- Almanacco del West 2007
- Tex - Le iene di Lamont (albo gigante del 2011)
- Tex n. 571 - Il killer - 2008
- Tex n.716 - Netdahe! - 2020
- Pasquale Ruju (testi), Ernesto García Seijas (disegni); La prova del fuoco, in Tex n. 598, Sergio Bonelli Editore, agosto 2010.
- Pasquale Ruju] (testi), Ernesto García Seijas (disegni); Un ranger per nemico, in Tex n. 599, Sergio Bonelli Editore, settembre 2010.
- Pasquale Ruju (testi), Ernesto García Seijas (disegni); Furia comanche, in Tex n. 645, Sergio Bonelli Editore, luglio 2014.
- Pasquale Ruju (testi), Ernesto García Seijas (disegni); Il guerriero immortale, in Tex n. 646, Sergio Bonelli Editore, agosto 2014.